# Justus Zuidema
Justus Zuidema (Leeuwarden, 8 juni 1890 – Leeuwarden, 21 januari 1970) was een Nederlands architect.

## Beknopte biografie
Hij was zoon van schipper Jentje Justus Zuidema en Fokje de Jong. In 1918 kwam hij dienst van de gemeente Leeuwarden. Hij was gemeentearchitect van 1920 tot 1955.
Zuidema's stijl was verwant aan de Amsterdamse School en Zakelijk Expressionisme. Hij was een belangrijke architect voor de stad Leeuwarden. Hij ontwierp enkele bruggen en scholen (Coornhertschool, Plataanschool, Telemannschool, Floris Versterschool). Overige bouwwerken zijn het GEB-gebouw op de hoek van de Bleeklaan (Hoeksterpoort), het Pier Pander Museum en het pand Tuinen 2a/b op de hoek van de Voorstreek in kubistisch expressionistische stijl. In 1938-'39 verbouw van voorgevel Stadhouderlijke Rijschool (Grote Kerkstraat 17) en in 1952-'53 restauratie van het  Princessehof.
Zuidema was Ridder in de Orde van Oranje-Nassau, erelid van de Friese Bouwkring en  Friese Schoonheidscommissie.

## Werken (selectie)
| Jaar | Plaats/ Straat                       | Werk                                                                                   | Bijzonderheden        | Afbeelding |
| ---- | ------------------------------------ | -------------------------------------------------------------------------------------- | --------------------- | ---------- |
| 1929 | Leeuwarden. Coornhertstraat 8.       | De Vosseburcht (Gemeenteschool 16, Coornhertschool)                                    | Rijksmonument 519837  |            |
| 1933 | Leeuwarden. Tuinen 2a/b (Voorstreek) | Kiosk, traforuimte, vitrinekasten, gevelreclamedrager, voormalig pompgemaal en urinoir | Rijksmonument 516476  |            |
| 1934 | Leeuwarden                           | Vrouwenpoortsbrug                                                                      | Rijksmonument 516451  |            |
| 1938 | Leeuwarden                           | Noorderbrug                                                                            | Gemeentelijk monument |            |
| 1940 | Leeuwarden                           | Wirdumerpoortsbrug                                                                     | Rijksmonument 516449  |            |
| 1954 | Leeuwarden                           | Pier Pander Museum                                                                     | Gemeentelijk monument |            |